# Paroisse de Moncton
Pour les articles homonymes, voir Moncton (homonymie).
Ne doit pas être confondu avec Moncton.
La paroisse de Moncton est à la fois une paroisse civile et un ancien district de services locaux (DSL) canadien du comté de Westmorland, au sud-est du Nouveau-Brunswick. Elle comprend les autorités taxatrices du Grand-Lakeburn, d'Irishtown et de Painsec Junction. Dans le cadre de la réforme de la gouvernance locale du 1er janvier 2023, le territoire du DSL a été réparti entre les cités de Dieppe et Moncton, la ville de Salisbury, les communautés rurales de Beausoleil et Mapple Hills, et le district rural de Sud-Est,,.

## Toponyme

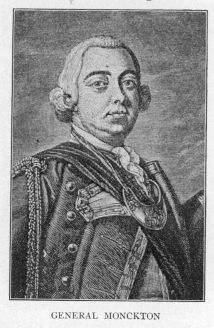
Robert Monckton.

La paroisse de Moncton est nommée ainsi en l'honneur du lieutenant-colonel Robert Monckton (1726-1782), qui captura le fort Beauséjour et participa à la déportation des Acadiens. L'orthographe actuelle est due à une erreur de transcription.

## Géographie

### Situation
Le territoire est situé principalement sur la rive nord de la rivière Petitcodiac, à l'ouest et au nord de la cité de Moncton. Il y a également une queue de poêle passant à l'est de la cité. Un peu plus au sud, entre Dieppe et Scoudouc, ce territoire comprend uniquement un couloir de quelques dizaines de mètres, soit la route 2.
On retrouve les hameaux suivants : Allison Station, Ammon, Berry Mills, Boundary Creek, Canaan, Cape Breton, Catamount, Gallagher Ridge, Indian Mountain, Irishtown, Lakeville, Leblancville, Lutes Mountain, Lutesville, McQuade, Melanson Settlement, New Scotland, O'Neil, Pacific Junction, Painsec, Painsec Junction, Scotch Settlement, Shaw Brook, Steeves Mountain, et The Gorge.
Le terrain est plat près de la Petitcodiac, mais il y a plusieurs collines et crêtes au nord. On y retrouve entre autres le Mont Steeves et le Mont Lutes.
Il y a de très nombreux cours d'eau. Le principal est la rivière Petitcodiac et il y a aussi la rivière Canaan, la rivière Cocagne et la rivière Bouctouche.
Des nombreux lacs et étangs, le principal est le lac Melanson Settlement.
La paroisse de Moncton est généralement considérée comme faisant partie de l'Acadie.

### Climat
| Données climatologiques de la Paroisse de Moncton                                                                        | Données climatologiques de la Paroisse de Moncton | Données climatologiques de la Paroisse de Moncton | Données climatologiques de la Paroisse de Moncton | Données climatologiques de la Paroisse de Moncton | Données climatologiques de la Paroisse de Moncton | Données climatologiques de la Paroisse de Moncton | Données climatologiques de la Paroisse de Moncton | Données climatologiques de la Paroisse de Moncton | Données climatologiques de la Paroisse de Moncton | Données climatologiques de la Paroisse de Moncton | Données climatologiques de la Paroisse de Moncton | Données climatologiques de la Paroisse de Moncton | Données climatologiques de la Paroisse de Moncton | Données climatologiques de la Paroisse de Moncton |
| Température | Température                                       | Température                                       | Température                                       | Température                                       | Température                                       | Température                                       | Température                                       | Température                                       | Température                                       | Température                                       | Température                                       | Température                                       | Température                                       | Température                                       |
| Mois | Jan                                               | Fév                                               | Mar                                               | Avr                                               | Mai                                               | Jui                                               | Jui                                               | Aoû                                               | Sep                                               | Oct                                               | Nov                                               | Déc                                               |                                                   | Moyenne                                           |
| --- | ------------------------------------------------- | ------------------------------------------------- | ------------------------------------------------- | ------------------------------------------------- | ------------------------------------------------- | ------------------------------------------------- | ------------------------------------------------- | ------------------------------------------------- | ------------------------------------------------- | ------------------------------------------------- | ------------------------------------------------- | ------------------------------------------------- | ------------------------------------------------- | ------------------------------------------------- |
| Maximum extrême (°C) | 16                                                | 15                                                | 19                                                | 28                                                | 34                                                | 34                                                | 36                                                | 37                                                | 33                                                | 26                                                | 23                                                | 18                                                |                                                   |                                                   |
| Maximum quotidien (°C)                                                                                                   | -4                                                | -3                                                | 2                                                 | 8                                                 | 16                                                | 21                                                | 24                                                | 24                                                | 19                                                | 12                                                | 6                                                 | -1                                                |                                                   | 10,4                                              |
| Moyenne (°C) | -9                                                | -8                                                | -3                                                | 3                                                 | 10                                                | 15                                                | 19                                                | 18                                                | 13                                                | 7                                                 | 1                                                 | -6                                                |                                                   | 5,1                                               |
| Minimum quotidien (°C)                                                                                                   | -14                                               | -13                                               | -8                                                | -2                                                | 4                                                 | 9                                                 | 13                                                | 12                                                | 7                                                 | 2                                                 | -3                                                | -10                                               |                                                   | -0.3                                              |
| Minimum extrême (°C) | -32                                               | -32                                               | -27                                               | -16                                               | -6                                                | -2                                                | 1                                                 | 1                                                 | -3                                                | -1                                                | -17                                               | -29                                               |                                                   |                                                   |
| Précipitations et heures d'ensoleillement                                                                                |                                                   |                                                   |                                                   |                                                   |                                                   |                                                   |                                                   |                                                   |                                                   |                                                   |                                                   |                                                   |                                                   |                                                   |
| Mois | Jan                                               | Fév                                               | Mar                                               | Avr                                               | Mai                                               | Jui                                               | Jui                                               | Aoû                                               | Sep                                               | Oct                                               | Nov                                               | Déc                                               |                                                   | Total                                             |
| Total mm | 109                                               | 81                                                | 103                                               | 90                                                | 99                                                | 94                                                | 100                                               | 76                                                | 92                                                | 100                                               | 97                                                | 106                                               |                                                   | 1144                                              |
| Pluie (mm) | 42                                                | 28                                                | 42                                                | 58                                                | 93                                                | 94                                                | 100                                               | 76                                                | 92                                                | 96                                                | 77                                                | 52                                                |                                                   | 849                                               |
| Chutes de neige (cm) | 67                                                | 53                                                | 61                                                | 32                                                | 5                                                 | 0                                                 | 0                                                 | 0                                                 | 0                                                 | 4                                                 | 20                                                | 54                                                |                                                   | 295                                               |
| Heures d'ensoleilement                                                                                                   | 115                                               | 124                                               | 139                                               | 158                                               | 205                                               | 229                                               | 248                                               | 244                                               | 167                                               | 142                                               | 103                                               | 95                                                |                                                   | 1971                                              |
| Données recueillies à l'aéroport international du Grand Moncton par Environnement Canada. Données allant de 1971 à 2000. |                                                   |                                                   |                                                   |                                                   |                                                   |                                                   |                                                   |                                                   |                                                   |                                                   |                                                   |                                                   |                                                   |                                                   |

## Histoire
La paroisse de Moncton est située dans le territoire historique des Micmacs, plus précisément dans le district de Sigenigteoag, qui comprend l'actuel côte Est du Nouveau-Brunswick, jusqu'à la baie de Fundy. Le nom de la montagne Indian rappellerait la présence d'un village micmac, ou au moins d'un camp de chasse au caribous.
Au XVIIIe siècle, des Acadiens venus de Petitcoudiac et de Chipoudy fondèrent le village des Beausoleil, où se trouve maintenant le hameau de Boundary Creek.
Lutes Mountain est fondé avant 1811 par des gens de Moncton, descendant surtout des Allemands de Pennsylvanie établis dans la région en 1765 ; la localité a auparavant porté les noms de Lutz Mountain, Moncton Mountain, Mountain Settlement ou peut-être Monmouth. Berry mills, à l'origine Berry's Mills, est fondé vers 1812 par des colons américains. Steeves Mountain est fondé vers 1812, principalement par des descendants des Allemands de Pennsylvanie. New Scotland est fondé par des immigrants écossais vers 1866. Indian Mountain est fondé après 1840, probablement par l'expansion de Lutes Mountain.
L'école Mountain View est inaugurée en 1963.
- 1784: La province du Nouveau-Brunswick est créée, à partir du comté de Sunbury de la Nouvelle-Écosse. Le canton de Moncton devient la paroisse de Moncton, faisant maintenant partie du comté de Westmorland.
- 1835: La paroisse de Moncton est agrandie.
- 1855: La ville de Moncton est formée à partir d'une partie de la paroisse.
- 19??: Le village de Dieppe est formée à partir d'une partie de la paroisse.

La municipalité du comté de Westmorland est dissoute en 1966. La paroisse de Moncton devient un district de services locaux en 1967. Les DSL du Grand-Brûlis-du-Lac et de Scoudouc sont également formés avec une partie de la paroisse.

## Démographie
| 2001  | 2006  | 2011  | 2016  |
| ----- | ----- | ----- | ----- |
| 8 743 | 8 861 | 9 421 | 9 811 |

## Économie
Entreprise Grand Moncton, membre du Réseau Entreprise, a la responsabilité du développement économique.

## Administration

### Commission de services régionaux
La paroisse de Moncton fait partie de la Région 7, une commission de services régionaux (CSR) devant commencer officiellement ses activités le 1er janvier 2013. Contrairement aux municipalités, les DSL sont représentés au conseil par un nombre de représentants proportionnel à leur population et leur assiette fiscale. Ces représentants sont élus par les présidents des DSL mais sont nommés par le gouvernement s'il n'y a pas assez de présidents en fonction. Les services obligatoirement offerts par les CSR sont l'aménagement régional, l'aménagement local dans le cas des DSL, la gestion des déchets solides, la planification des mesures d'urgence ainsi que la collaboration en matière de services de police, la planification et le partage des coûts des infrastructures régionales de sport, de loisirs et de culture; d'autres services pourraient s'ajouter à cette liste.

### Représentation et tendances politiques
Nouveau-Brunswick: L'ouest du territoire, jusqu'à la route 490, fait partie de la circonscription provinciale de Petitcodiac, qui est représentée à l'Assemblée législative du Nouveau-Brunswick par Sherry Wilson, du Parti progressiste-conservateur. Elle fut élue en 2010. Le sud-ouest d'Irishtown et Ammon font partie de la circonscription provinciale de Moncton-Crescent, qui est représentée à l'Assemblée législative du Nouveau-Brunswick par John W. Betts, du Parti progressiste-conservateur. Il fut élu en 2006 et réélu en 2010. Cap-Breton, l'est d'Irishtown, l'est de McQuade et Notre-Dame font partie de la circonscription provinciale de Kent-Sud, qui est représentée à l'Assemblée législative du Nouveau-Brunswick par Claude Williams, du Parti progressiste-conservateur. Il fut élu en 2001 puis réélu en 2003, en 2006 et en 2010. Cooks Brook, Lakeville et Painsec-Jonction, Memramcook font partie de la circonscription provinciale de Memramcook-Lakeville-Dieppe, qui est représentée à l'Assemblée législative du Nouveau-Brunswick par Bernard Leblanc, du Parti libéral. Il fut élu en 2006 et réélu en 2010.
 Canada: La paroisse de Moncton fait partie de la circonscription fédérale de Beauséjour. Cette circonscription est représentée à la Chambre des communes du Canada par Dominic LeBlanc, du Parti libéral.

### Ancienne administration paroissiale
|  | Indépendant | 1925 - 192? | Bruce Johnston Frank Bourgeois |

## Vivre dans la paroisse de Moncton
La paroisse est très bien desservie, on y retrouve l'Aéroport international du Grand Moncton, la gare de Moncton, plusieurs arrêts d'autobus interurbains et finalement les autoroutes 2 et 15.
L'école Mountain View, à Irishtown, accueille en anglais les élèves de la maternelle à la 5e année. C'est une école publique faisant partie du district scolaire 2.
Irishtown possède un poste de la Gendarmerie royale du Canada. Il dépend du district 11, dont le bureau principal est situé à Riverview.
La paroisse bénéficie de 3 terrains de golf, soit le club de golf Country Meadows à Indian Mountain, comptant un parcours de 18 trous et un autre de 9 trous, le club de golf Maplewood, à Scotch Settlement, un parcours de 18 trous, et finalement le club de golf Lakeside, à Lakeville, un autre terrain de 18 trous.
L'église St. Lawrence O'Toole d'Irishtown est une église catholique romaine faisant partie de l'archidiocèse de Moncton.
Il y a un comptoir postal à Lakeville.
Les francophones bénéficient du quotidien L'Acadie nouvelle, publié à Caraquet, ainsi que des hebdomadaires L'Étoile, de Dieppe, et Le Moniteur acadien, de Shédiac. Les anglophones bénéficient quant à eux des quotidiens Telegraph-Journal, publié à Saint-Jean et Times & Transcript, de Moncton.

## Culture

### Personnalités célèbres
- James Mitchell (1843 - 1897), premier ministre du Nouveau-Brunswick, né et mort à Scotch Settlement.

### Architecture et monuments
Deux ponts couverts traversent la rivière Cocagne. Le premier, au Village-des-Poirier, fut construit en 1942 et mesure 41 mètres de long. Celui en aval, le long du chemin Victoria, fut construit en 1913 et mesure 25,3 mètres de long.

### Gastronomie
La sucrerie Trites Family Sugar Bush est située à Stilesville.